# هيلموت رولدر
هيلموت رولدر (بالألمانية: Helmut Roleder)‏ ، من مواليد 9 أكتوبر 1953 ، لاعب كرة قدم ألماني سابق.
لعب مع منتخب ألمانيا لكرة القدم.

## مسيرته الكروية
لعب هيلموت رولدر خلال مسيرته الاحترافية مع نادِ واحدٍ في خمسة عشر موسمًا ولم يسجل خلالها أي هدف ضمن 347 مباراة. ولم يفز بأي موسم بالكأس وفاز في موسم واحد بالدوري.
خاض هيلموت رولدر مسيرته مع نادي شتوتغارت في موسم 1972–73 ليلعب معه خمسة عشر موسمًا، مشاركًا في 347 مباراة ولم يسجل أي هدف.

## روابط خارجية
- هيلموت رولدر على موقع قاعدة بيانات كرة القدم.إي يو (الإنجليزية)
- هيلموت رولدر على موقع بيانات كرة القدم. دي إي (الألمانية)
- هيلموت رولدر على موقع ناشيونال فوتبول تيمز (الإنجليزية)
- هيلموت رولدر على موقع عالم كرة القدم.نت (الإنجليزية)